# Kanton Yzeure
Der Kanton Yzeure ist ein französischer Wahlkreis im Département Allier in der Region Auvergne-Rhône-Alpes. Er umfasst sechs Gemeinden im Arrondissement Moulins.

## Gemeinden
Der Kanton besteht aus sechs Gemeinden mit insgesamt 17.000 Einwohnern (Stand: 1. Januar 2022) auf einer Gesamtfläche von 214,66 km²:
| Gemeinde              | Einwohner 1. Januar 2022 | Fläche km² | Dichte Einw./km² | Code INSEE | Postleitzahl |
| --------------------- | ------------------------ | ---------- | ---------------- | ---------- | ------------ |
| Aurouër               | 411                      | 27,06      | 15               | 03011      | 03460        |
| Gennetines            | 624                      | 39,14      | 16               | 03121      | 03400        |
| Saint-Ennemond        | 619                      | 38,08      | 16               | 03229      | 03400        |
| Trévol                | 1.639                    | 40,84      | 40               | 03290      | 03460        |
| Villeneuve-sur-Allier | 1.037                    | 26,30      | 39               | 03316      | 03460        |
| Yzeure                | 12.670                   | 43,24      | 293              | 03321      | 03400        |
| Kanton Yzeure         | 17.000                   | 214,66     | 79               | 0319       | –            |

Während der landesweiten Neuordnung der französischen Kantone veränderte sich der Zuschnitt des erst 1973 geschaffenen Kantons nicht. Er besaß jedoch vor 2015 einen anderen INSEE-Code als heute, nämlich 0333.

## Politik
| Vertreter im Départementsrat | Vertreter im Départementsrat   | Vertreter im Départementsrat |
| Amtszeit                     | Namen                          | Partei                       |
| ---------------------------- | ------------------------------ | ---------------------------- |
| 2007–2015                    | Pascal Perrin                  | –                            |
| 2015–                        | Pascale Foucault Pascal Perrin | –                            |